# Guillaume Le Rouge (musicien)
Ne doit pas être confondu avec Guillaume Le Rouge (imprimeur).
Pour les articles homonymes, voir Le Rouge.
Guillaume Le Rouge, né vers 1385, (actif vers 1450-1465) est un compositeur de l'école bourguignonne et de l'école franco-flamande.

## Biographie
Guillaume Le Rouge était gentilhomme de la Chambre de Charles Ier d'Orléans, fils de Jean sans Peur, duc de Bourgogne et comte palatin de Bourgogne.
Il servit comme chantre, compositeur et maître de chapelle de Charles d'Orléans qui protégeait ses artistes musiciens, ménestrels et poètes. Ces derniers demandaient à Guillaume Le Rouge de composer des mélodies et rondeaux pour leurs poèmes et autres chansons d'amour courtois. Parmi ses compositions, "Si je fais duel" (Se je fayz dueil), nous est parvenue jusqu'à nos jours.
Comme maître de chapelle, Guillaume Le Rouge composa des messes, notamment "Mon cuer pleure", "Soyez aprantiz" à trois voix.